# Министерство инфраструктуры Канады
Министерство инфраструктуры Канады ответственно за улучшение инфраструктуры Канады. Работает с другими уровнями государственного управления, в том числе провинциями, областями, муниципалитетами и частным сектором. Министерство также занимается привлечением инвестиций в инфраструктуру водоснабжения, канализации, общественного транспорта и другими ключевыми национальными приоритетами.